# Marcel Wissenburg
Marcellinus Lambertus Johan (Marcel) Wissenburg (Arnhem, 21 juni 1962) is een Nederlands politiek filosoof en hoogleraar Politieke Theorie aan de Radboud Universiteit. Zijn onderzoek richt zich op liberalisme, theorieën van sociale rechtvaardigheid en het raakvlak tussen politieke theorie en milieufilosofie.
Wissenburg studeerde tussen 1980 en 1988 aan de Katholieke Universiteit Nijmegen, waar hij afstudeerde in de Politicologie en Filosofie. Hij promoveerde op 21 september 1994 te Nijmegen op het proefschrift Justice from a Distance: An Outline of a Liberal Theory of Social Justice; promotoren waren Grahame Lock (Nijmegen) en Andrew Dobson (Keele). Sinds 2006 is hij hoogleraar politieke theorie aan de Radboud Universiteit. Wissenburg was tussen 2004 en 2009 Socrates-hoogleraar Humanistische Filosofie aan de Universiteit van Wageningen en tussen 2009 en 2013 visiting professor aan de Keele-universiteit.
Wissenburg bekleedde verschillende bestuursfuncties. Van 2005 tot 2011 was hij bestuurslid, en in 2010-2011 waarnemend voorzitter, van de Nederlandse Kring voor de Wetenschap der Politiek (NKWP). Wissenburg was ook voorzitter van de jury voor de Jaarprijs Politicologie en jurylid van de ECPR Dick Richardson Prijs. Vanaf 2011 is Marcel Wissenburg sectievoorzitter van de sectie Bestuurskunde en Politicologie aan de Radboud Universiteit. Wissenburg is verder bestuurslid en penningmeester van de Humanistische Stichting Socrates, die wetenschappelijk onderzoek naar en vanuit het humanisme bevordert, lid van de redactie van Liberaal Reveil en lid van het Curatorium van de Teldersstichting, wetenschappelijk bureau voor het liberalisme en de VVD. Naast filosofie houdt Wissenburg zich bezig met genealogie.

## Onderzoek
Marcel Wissenburg doet onderzoek naar de wisselwerking tussen milieufilosofie, ecologische politieke theorie, dierenethiek en theorieën van rechtvaardigheid, in het bijzonder in de context van liberalisme en libertarisme.

## Publicaties
- Political Animals and Animal Politics (2014). Marcel Wissenburg and David Schlosberg (eds). Palgrave Macmillan.
- Political Pluralism and the State: beyond Sovereignty (2009). London: Routledge.
- Liberal Democracy and Environmentalism: the End of Environmentalism? ECPR European Political Science Series (2004). Marcel Wissenburg en Yoram Levy (eds). London: Routledge.
- Sustaining Liberal Democracy: Ecological Challenges and Opportunities (2001). John Barry and Marcel Wissenburg (eds.). London and New York: Palgrave.
- European Discourses on Environmental Policy (1999). Ute Collier, Gökhan Orhan and Marcel Wissenburg (eds.). Aldershot: Ashgate.
- Imperfection and Impartiality: A Liberal Theory of Social Justice (1999). London: UCL Press.
- Green Liberalism: The Free and Green Society (1998). London: UCL Press.
- Civic Politics and Civil Society (1995). University of Nijmegen Press.